# What Made You Say That
What Made You Say That è il primo singolo della cantante canadese Shania Twain, pubblicato nel 1993 ed estratto dall'album Shania Twain.

## Tracce
- 7" (USA)

1. What Made You Say That
2. Crime of the Century

## Video
Il videoclip della canzone è stato diretto da Steven Goldmann e girato a Miami Beach (Florida).